# Пугач, Максим Кириллович
Макси́м Кири́ллович Пуга́ч (5 июня 1916, Лучки, Никольск-Уссурийский уезд, Приморская область, Российская империя — 21 ноября 1943, Карпиловка, Козелецкий район, Черниговская область, Украинская ССР, СССР) — советский военнослужащий, лейтенант. Участник Великой Отечественной войны, Герой Советского Союза (1943).

## Биография
Максим Кириллович Пугач родился 5 июня 1916 года в селе Лучки Никольск-Уссурийского уезда Приморской области Российской империи (ныне село Хорольского района Приморского края Российской Федерации) в крестьянской семье. Русский. С ранних лет с родителями жил в селе Петровичи, где окончил неполную среднюю школу. Затем переехал в посёлок Артём. До призыва на военную службу работал проходчиком на шахте № 3-Ц «Дальневосточная».
В ряды Рабоче-крестьянской Красной Армии М. К. Пугач был призван Артёмовским городским военкоматом Приморского края в 1939 году. Срочную службу проходил в пограничных войсках НКВД СССР на советско-китайской границе. Вскоре после начала Великой Отечественной войны М. К. Пугача направили в одно из военных училищ Дальневосточного фронта, но офицером он стать не успел. В связи со сложной обстановкой на фронтах в селе Занадворовка из курсантов военных училищ Приморского края началось формирование 248-й отдельной курсантской стрелковой бригады. В марте 1943 года Максим Кириллович в звании сержанта был зачислен во 2-й стрелковый батальон.
В боях с немецко-фашистскими захватчиками сержант М. К. Пугач с августа 1942 года на Брянском фронте в должности старшины роты 2-го стрелкового батальона 248-й отдельной курсантской стрелковой бригады 38-й армии. Боевое крещение принял в бою под селом Малая Верейка в Семилукском районе Воронежской области. 19 августа 1942 года бригада была передана в резерв Воронежского фронта, а 1 сентября заняла оборонительные позиции в Тербунском районе Курской области, которые удерживала до декабря 1942 года. Должность ротного старшины была хозяйственной должностью. В обязанности старшины входила своевременная доставка на боевые позиции горячего питания и боеприпасов, эвакуация раненых. Но на войне всегда есть место подвигу. Максим Кириллович отличился, уже будучи старшим сержантом, зимой 1943 года в ходе Острогожско-Россошанской, Воронежско-Касторненской и Харьковской операций. В период наступательных боёв он проявил исключительную заботу о своём подразделении, доставляя пищу и патроны непосредственно на передовую в самую гущу боя, принимал непосредственное участие в боях за Воронеж. Во время освобождения Курска старший сержант М. К. Пугач, проявив инициативу, организовал доставку боеприпасов и эвакуацию раненых на захваченных у противника машинах. Боевая работа ротного старшины получила высокую оценку со стороны командира роты и рядовых бойцов, а командование бригады наградило его медалью «За отвагу».
С 26 марта 1943 года 248-я отдельная курсантская бригада в составе 60-й армии на Центральном фронте. До лета 1943 года она удерживала позиции северо-восточнее города Рыльска в Конышёвском районе Курской области. В период возникшей на фронтах оперативной паузы М. К. Пугач успел завершить обучение на армейских офицерских курсах, и получив звание лейтенанта, принял под командование стрелковый взвод 2-го стрелкового батальона. Особо отличился Максим Кириллович в Битве за Днепр.
В ходе Орловской операции Курской битвы войска Центрального фронта вышли на линию Дмитровск-Орловский — Рыльск, и быстро подтянув резервы, фактически без оперативной паузы 26 августа 1943 года начали Черниговско-Припятскую операцию. При прорыве обороны противника у села Романово современного  Хомутовского района Курской области лейтенант М. К. Пугач первым со своим взводом поднялся в атаку, и ворвавшись в траншеи врага, в ожесточённой рукопашной схватке выбил его с занимаемых рубежей и обратил в паническое бегство. Смелые действия лейтенанта Пугача позволили 2-му стрелковому батальону развить успешное наступление. Во время освобождения Левобережной Украины из строя вышел командир стрелковой роты, и Максим Кириллович был назначен её командиром. Уже в качестве командира роты лейтенант Пугач форсировал Десну южнее города Остёр Черниговской области, участвовал в освобождении сёл Выползов и Лутава. 24 сентября 1943 года 2-й стрелковый батальон 248-й отдельной курсантской бригады переправился через Днепр на большой остров в русле реки напротив села Толокунская Рудня. В это же время на остров высадилась большая группа немецких автоматчиков численностью до 200 человек, которые намеревались устроить на острове засаду. Они начали обходить позиции батальона с левого фланга, стремясь выйти ему в тыл. Манёвр противника заметил лейтенант М. К. Пугач. Несмотря на том, что вместе с ним было не более 15 бойцов, он сам с группой вышел в тыл немцев и открыл по ним ураганный огонь, вызвав панику в стане врага и обратив его в бегство. Организовав преследование неприятеля, лейтенант М. К. Пугач прижал его к протоке Мохова. До ста немецких солдат были уничтожены на берегу, остальные по большей части утонули в реке. Благодаря смелым действиям лейтенанта Пугача и его бойцов на остров благополучно переправились основные силы бригады и 985-го стрелкового полка 226-й стрелковой дивизии 60-й армии. Совместно они полностью очистили от противника остров и 27 сентября 1943 года форсировали протоку Мохова и заняли небольшой плацдарм у села Толокунская Рудня.
К 30 сентября 1943 года подразделения 60-й армии расширили плацдарм на правом берегу Днепра до 20 километров в ширину и 12-15 километров в глубину. Однако противник подтянул крупные резервы и сумел остановить дальнейшее расширение плацдарма. К северу от Дымера развернулись ожесточённые бои. Населённые пункты Глебовка, Ясногородка и Толокунская Рудня по нескольку раз переходили из рук в руки. 10 октября 1943 года 248-я курсантская бригада была выведена на левый берег Днепра с тем, чтобы вновь форсировать водную преграду у села Ясногородка и неожиданным ударом во фланг противника прорвать его оборону. При выполнении боевой задачи лейтенант М. К. Пугач шёл впереди своей роты и личным примером воодушевлял бойцов. Он первым ворвался во вражеские траншеи. В ожесточённой рукопашной схватке его рота сломила сопротивление врага. Преследуя бегущих немцев, лейтенант М. К. Пугач со своей ротой ворвался во вторую линию вражеской обороны и вновь навязал им рукопашный бой, не позволив закрепиться на новых рубежах. Захватив тактически важную высоту 111,0, рота Пугача дала возможность основным силам форсировать Днепр и занять село Толокунская Рудня. Оправившийся от поражения противник скоро перегруппировался и вновь пошёл в контратаку, намереваясь вернуть утраченные позиции. Подпустив неприятеля на 50 метров, рота Пугача открыла по нему ураганный огонь. Видя замешательство немцев, Максим Кириллович поднял своих бойцов в атаку, и обратив в бегство до батальона вражеской пехоты, существенно продвинулся вперёд, при этом улучшив позиции для дальнейшего наступления. За успешное форсирование реки Днепр севернее Киева, прочное закрепление плацдарма на западном берегу реки Днепр и проявленные при этом отвагу и геройство указом Президиума Верховного Совета СССР от 17 октября 1943 года лейтенанту Пугачу Максиму Кирилловичу было присвоено звание Героя Советского Союза.
3 ноября 1943 года советские войска начали операцию по освобождению города Киева. При прорыве немецкой обороны у села Глебовка лейтенант М. К. Пугач был тяжело ранен. Со слепым проникающим ранением в правой височно-затылочной области головы его доставили в хирургический передвижной полевой госпиталь № 4317 в селе Карпиловка, но спасти его врачам не удалось. 21 ноября 1943 года Максим Кириллович скончался. Похоронен М. К. Пугач в братской могиле советских воинов в селе Карпиловка Козелецкого района Черниговской области Украины.

## Награды
- медаль «Золотая Звезда» (17.10.1943);
- орден Ленина (17.10.1943);
- медаль «За отвагу» (04.03.1943).

## Память
- Имя Героя Советского Союза М. К. Пугача увековечено на мемориале в городе Артёме Приморского края.
- Именем Героя Советского Союза М. К. Пугача названы улицы в городе Артёме и селе Хороль Приморского края.
- Именем Героя Советского Союза М. К. Пугача названа улица в селе Карпиловка Козелецкого района Украины.

## Документы
- Общедоступный электронный банк документов «Подвиг Народа в Великой Отечественной войне 1941—1945 гг.» Дата обращения: 28 июня 2013. Архивировано из оригинала 13 марта 2012 года.

Представление к званию Героя Советского Союза. Дата обращения: 28 июня 2013. Архивировано 3 июля 2013 года.
Медаль «За отвагу» (наградной лист и приказ о награждении). Дата обращения: 28 июня 2013. Архивировано 3 июля 2013 года.
- Обобщенный банк данных «Мемориал». Дата обращения: 28 июня 2013. Архивировано из оригинала 10 мая 2012 года.

ЦАМО, ф. 58, оп. А-83627, д. 6535.